# Александртальская волость
Александртальская во́лость — административно-территориальная единица, входившая в состав Самарского уезда Самарской губернии.
Административный центр — село Александрталь.
Население волости составляли преимущественно немцы, меннониты и лютеране
В период до установления советской власти волость имела аппарат волостного правления, традиционный для таких административно-территориальных единиц Российской империи.

## История
Волость образована в результате предоставления немцам-меннонитам Министерством государственных имуществ на условиях неотчуждаемой собственности и льготной аренды земель в междуречье Кондурчи и Кармалки. Первые 15 семей поселенцев прибыли своим ходом в 1858 году, основав колонию Александрталь. Вторую партию переселенцев составили более зажиточные семьи, прибывшие из Данцига морем в Петербург, затем по железной дороге до Нижнего Новгорода и далее по Волге до Самары. В 1859 году к меннонитам присоединилась небольшая группа немецких земледельцев из-под Лемберга в Галиции. Дальнейшее переселение в новообразованную Александртальскую волость происходило уже по ходатайству первопоселенцев. 
После постройки Александрталя поочередно возникают новые 9 колоний: Нейгофнунг, Мариенталь, Гротсфельд, Муравьев, Орлов, Мариенау, Линденау, Либенталь и Шёнау. Заселение колоний было в основном завершено к 1870 году. 
В 1910 году поселения волости были посещены П. А. Столыпиным. 

## Состав волости
| Наименование                                          | Население | Население | Население | Расстояние (вёрст) до: | Расстояние (вёрст) до: | Преобладающие национальности, вероисповедания | Современное состояние                             |                             |                                                     |
| Наименование                                          | 1889 год  | 1897 год  | 1910 год  | Самары                 | Волостного правления   | Преобладающие национальности, вероисповедания | Современное состояние                             |                             |                                                     |
| ----------------------------------------------------- | --------- | --------- | --------- | ---------------------- | ---------------------- | --------------------------------------------- | ------------------------------------------------- | --------------------------- | --------------------------------------------------- |
| колония Александрталь                                 | 205       | 365       | 194       | Самары                 | Волостного правления   | 118                                           | 0                                                 | немцы, меннониты и лютеране | село Надеждино, Кошкинский район, Самарская область |
| колония Нейгофнунг                                    | 166       | 210       | 122       | 116                    | 2                      | немцы, меннониты и лютеране                   |                                                   |                             |                                                     |
| колония Мариенталь                                    | 138       | 177       | 109       | 124                    | 3                      | немцы, меннониты и лютеране                   |                                                   |                             |                                                     |
| колония Гротфельд                                     | 60        | 111       | 41        | 126                    | 8                      | немцы, меннониты                              |                                                   |                             |                                                     |
| колония Муравьёвка                                    | 73        | 124       | 44        | 122                    | 6                      | немцы, меннониты и лютеране                   |                                                   |                             |                                                     |
| колония Орлов                                         | 63        | 110       | 61        | 122                    | 8                      | немцы, меннониты и лютеране                   | село Орловка, Кошкинский район, Самарская область |                             |                                                     |
| колония Красновка (бывшие Мариенау, Линденау и Шёнау) | 25+67+56  | 20+63+75  | 107       | 118                    | 4                      | немцы, меннониты и лютеране                   | деревня, Кошкинский район, Самарская область      |                             |                                                     |
| колония Либенталь                                     | 81        | 58        | 27        | 123                    | 10                     | немцы, меннониты и лютеране                   |                                                   |                             |                                                     |